# (14012) Amédée
(14012) Amédée est un astéroïde de la ceinture principale.

## Description
(14012) Amédée est un astéroïde de la ceinture principale. Il fut découvert le 6 décembre 1993 à Geisei par Tsutomu Seki. Il présente une orbite caractérisée par un demi-grand axe de 2,87 UA, une excentricité de 0,13 et une inclinaison de 13,8° par rapport à l'écliptique.
Il fut nommé d'après l'îlot Amédée en Nouvelle-Calédonie.

## Compléments